# パラドックスインタラクティブ
パラドックスインタラクティブ（英: Paradox Interactive）は、スウェーデンのストックホルムに本拠を置くゲームパブリッシャー。

## 概要
1999年にパラドックスエンターテイメント (Paradox Entertainment) のコンピュータゲーム部門が分離して誕生した。設立当初はゲームデベロッパーでもあったが、2012年に開発部門をパラドックスデベロップメントスタジオ (Paradox Development Studio; PDS) として分社している。また、自前のゲーム配信サービスとして、2006年にGamersGateを立ち上げている（2008年に分離）。
自社（現PDS）で開発したストラテジーゲームを中心に取り扱っている。パソコン用ゲームがメインではあるが、2013年にはPlayStation 4への参入も表明している。

## 主なゲームソフト
ストラテジーゲーム／歴史シミュレーションゲームが特に知られている。日本語版は、PCゲームはメディアクエストやサイバーフロント（いずれも撤退）などが、コンシューマゲームについてはスパイク・チュンソフトや、パラドックス本体より発売されている。
- Europa Universalisシリーズ - 14・15世紀から18・19世紀までの宗教改革や大航海時代の世界を扱ったストラテジーゲーム。
- Hearts of Ironシリーズ - 第二次世界大戦をテーマとしたストラテジーゲーム。
- Victoriaシリーズ - 19世紀から20世紀までの産業革命や第一次世界大戦の世界を扱ったストラテジーゲーム。
- Crusader Kingsシリーズ - 11世紀から15世紀までの欧州・地中海世界を舞台に十字軍をテーマとしたストラテジーゲーム。
- March of the Eagles（英語版） - ナポレオン戦争をテーマとしたストラテジーゲーム。
- 戦国 - 日本の戦国時代をテーマとしたストラテジーゲーム。
- Stellaris - 西暦2200年からの宇宙を舞台にしたストラテジーゲーム。
- Cities: Skylinesシリーズ - 都市建設シミュレーションゲーム。

Crusader Kings、Europa Universalis、Victoria、Hearts of Ironといった作品では、ゲーム自体が持つ引継ぎ機能や非公式なセーブデータ変換ソフトウェアを用いることで、769年から、1950年くらいまでに渡ってゲームを続けることも可能である。

## 主な開発者
- ヨハン・アンダーソン